# Архив за историју Српске православне карловачке митрополије
Архив за историју Српске православне карловачке митрополије је био часопис за издавање грађе и проучавање прошлости Карловачке митрополије који је излазио у Сремским Карловцима од 1911. до 1914. године.

## Историјат
Лист је покренуо и уређивао протојереј Димитрије Руварац, историчар и рођени брат архимандрита и такође историчара Илариона Руварца. Излазио је као прилог листу Српски митрополијски гласник.
Руварац је у часопису објављивао грађу из Патријаршијско-митрополијског архива у Сремским Карловцима и Патријаршијске библиотеке.
Услед малог броја претплатника лист је 1914. угашен.

### Нова серија часописа
Године 2006. у издању Научно-меморијалног центра „Патријарх Јосиф Рајачић” покренута је нова серија Архива, али је до сада изашао само један број.